# Homme malade de l'Europe

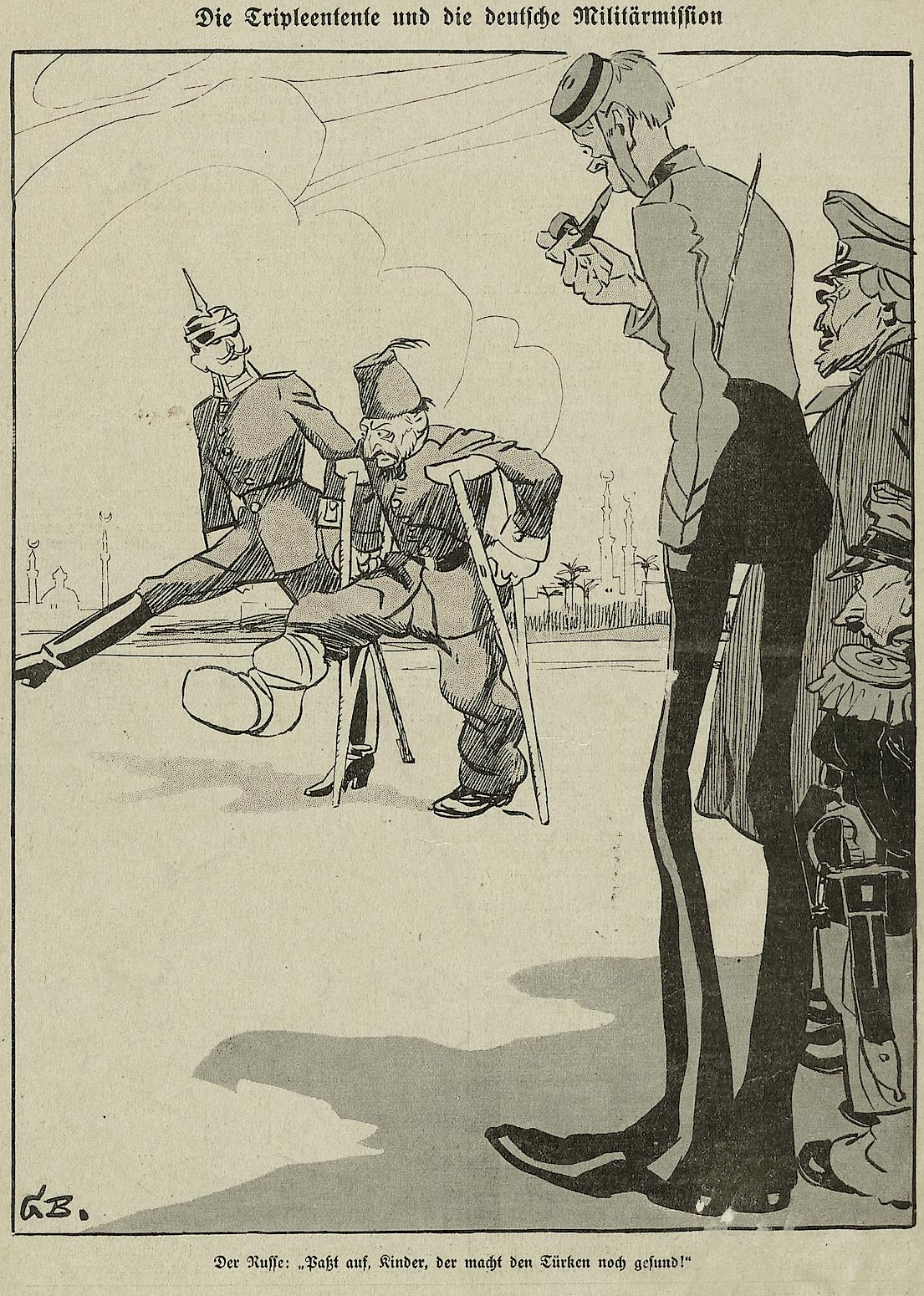
L'homme malade de l'Europe entraîné par un instructeur allemand en 1914

L'expression « homme malade de l'Europe » est fréquemment utilisée pour désigner un pays d'Europe faisant face à de grandes difficultés, qu'il s'agisse de troubles politiques ou le plus souvent du plan économique.

## Origine de l'expression
Cette formule a été utilisée pour la première fois pour désigner un pays qui ne faisait alors que partiellement partie du continent européen : l'Empire ottoman. Cette expression est attribuée à l'empereur de Russie, Nicolas Ier. Lors d'un entretien en 1853 avec l'ambassadeur britannique, Sir George Hamilton Seymour, il aurait désigné l'empire ottoman comme « un homme malade, un homme très malade ». La précision « de l'Europe » ne semble quant à elle pas avoir été utilisée par Nicolas Ier lui-même, mais figure dans un article du New York Times du 12 mai 1860 pour désigner l'Empire austro-hongrois.

## Usage récent
L'expression désigne tour à tour différents pays :
- L'Empire ottoman avant la Première Guerre mondiale[réf. nécessaire].
- L'Autriche-Hongrie avant la Première Guerre mondiale[réf. nécessaire].
- La France de la Quatrième République[réf. nécessaire].
- Le Royaume-Uni dès les années 1960[3].
- L'Allemagne au début des années 2000[4].
- Le Portugal en 2007 en raison de son faible taux de croissance[5].
- La France en 2007, dans un rapport sur la crise[Laquelle ?], Morgan Stanley la désigne comme étant le nouvel homme malade de l'Europe[6]. L'expression est ensuite reprise dans les années 2010 par plusieurs médias, dont The Guardian[7],[8].
- La Grèce à la suite de la crise de sa dette souveraine à partir de 2008[9].
- L'Italie en 2013 avec la baisse du pouvoir d'achat[10].
- La Finlande entre 2015 et 2016, en raison de la récession que le pays connaissait alors.
- Le Royaume-Uni à la suite du vote conduisant au Brexit, en 2017.

### Au Royaume-Uni
L'expression « Homme malade de l'Europe » est utilisée dès la seconde partie des années 1960 en France pour qualifier le Royaume-Uni en évoquant un différentiel de croissance entre la France et l'Angleterre après la perte du statut de monnaie de réserve par la livre en 1967, mais « en réalité, jamais au cours de son histoire la Grande Bretagne n'a connu une prospérité » égale à celle des Trente Glorieuses, avec une croissance moyenne de 2,5 %, le double de celle de l'âge d'or 1820-1870. L'expression revient dans une enquête de Nicole Bernheim dans Le Monde fin 1973 après le premier choc pétrolier, pour dépeindre l'inflation émergeant en Grande-Bretagne pendant l'année 1972-73 sur les prix alimentaires. Celle-ci renforce la combativité des syndicalistes, sur fond de reprise de l'expansion et de forte diminution du chômage, notamment via la grève partielle des mineurs, qui fin décembre 1973 dure depuis plusieurs semaines, en raison de la crise du pétrole. Les « gueules noires » du Yorkshire et du Pays de Galles se découvrent « indispensables à l'économie », alors qu'ils étaient « convaincus depuis des années que leur profession n'avait plus d'avenir ». Cette situation qui fait du Royaume-Uni « un des pays emblématiques de la crise de 1973 ».
Cette expression qualifie alors plus généralement l'Angleterre de la seconde moitié du xxe siècle, qui voit « s'amenuiser son rôle et sa puissance », en raison de « l'un des handicaps les plus lourds, le déséquilibre régional dont souffrent les régions pauvres du Royaume-Uni », au moment des « difficultés que rencontre à Bruxelles la mise en œuvre du fonds de développement régional » européen, après des années de « développement de l'industrie textile en Asie » concurrençant celle de l'Angleterre et de fermeture progressive des mines anglaises. Déjà touchées par la crise économique des années 1930, celles-ci avaient été sauvées par la Seconde Guerre mondiale car ayant « assez peu souffert des bombardements allemands », d'où la conservation d'un « vieux matériel, une main-d'œuvre excédentaire et mal adaptée à la technologie moderne ». Au sommet de Copenhague des 14 et 15 décembre 1973, il n'est décidé ni fonds régional, ni coopération énergétique, ni soutien monétaire à un Royaume-Uni qui reconnait pourtant ses faiblesses. L'Union européenne, qu'il vient de rejoindre, sans référendum, le 1er janvier 1973, avec l’Irlande et le Danemark, n’apparaît alors plus comme « la planche de salut espérée », ce qui marque ses relations avec l’Europe.
Symbole de cette situation de détresse, des dizaines de milliers de foyers britanniques se retrouvent sans électricité pendant une heure et demie le 15 décembre 1973 à 22 h 30, et d'autres coupures de courant, en décembre 1973 et janvier 1974, deviennent « une partie du quotidien des Britanniques ». La persistance de la grève des mineurs britanniques de 1974, amène le Premier ministre conservateur Edward Heath à annoncer à la télévision qu'à partir du 1er janvier 1974, les entreprises seront limitées dans leur consommation d'énergie.